# Denilson Cyprianos
Denilson Cyprianos (ur. 7 października 2002) – zimbabwiański pływak specjalizujący się w stylu grzbietowym, olimpijczyk z Paryża 2024.

## Udział w zawodach międzynarodowych
| Impreza              | Rok  | Gospodarz | st. dowolny | st. dowolny | st. grzbietowy | st. grzbietowy | st. grzbietowy |
| Impreza              | Rok  | Gospodarz | 50m         | 200 m       | 50 m           | 100 m          | 200 m          |
| -------------------- | ---- | --------- | ----------- | ----------- | -------------- | -------------- | -------------- |
| Igrzyska olimpijskie | 2024 | Paryż     | —           | —           | —              | —              | 28             |
| Mistrzostwa świata   | 2023 | Fukuoka   | —           | —           | —              | 46             | 27             |
| Mistrzostwa świata   | 2024 | Doha      | —           | —           | —              | 34             | 26             |
| Mistrzostwa Afryki   | 2021 | Akra      | 11          | 7           | 4              | 5              | 5              |